# Kanton Allègre
Allègre is een voormalig kanton van het Franse departement Haute-Loire. Het kanton maakte deel uit van het arrondissement Le Puy-en-Velay. Het werd opgeheven door het decreet van 17 februari 2014, met uitwerking op 22 maart 2015.

## Gemeenten
Het kanton Allègre omvatte de volgende gemeenten:
- Allègre (hoofdplaats)
- Bellevue-la-Montagne
- Céaux-d'Allègre
- La Chapelle-Bertin
- Fix-Saint-Geneys
- Monlet
- Varennes-Saint-Honorat
- Vernassal